# Cerkiew Świętej Trójcy w Lubinie
Cerkiew pod wezwaniem Świętej Trójcy – prawosławna cerkiew parafialna w Lubinie. Należy do dekanatu Lubin diecezji wrocławsko-szczecińskiej Polskiego Autokefalicznego Kościoła Prawosławnego.
Świątynia usytuowana przy ulicy 1 Maja. Budynek wzniesiony został w 1877. Pełnił funkcję kaplicy jednej z protestanckich wspólnot wyznaniowych, która ją opuściła w 1888. Wówczas w obiekcie tym urządzono salę gimnastyczną dla dziewcząt z gimnazjum żeńskiego. W 1959 przekazany przez władze miejskie istniejącej od 1951 parafii prawosławnej. Od tego czasu budynek był wielokrotnie remontowany i modernizowany. W maju 1960 władze wojewódzkie przekazały cerkwi dzwon z nieczynnego kościoła poewangelickiego w Osieku. Pierwszy ikonostas (z ikonami napisanymi przez ks. Alipiusza (Kołodko)) został skompletowany i umieszczony w świątyni w 1963. Obecny, czterorzędowy, sprowadzono z Hrubieszowa w latach 90. XX w.. W 1979 dobudowano przedsionek, a w latach 80. – prezbiterium. Konsekracji cerkwi dokonał 19 czerwca 1989 biskup (późniejszy arcybiskup) wrocławski i szczeciński Jeremiasz. Pod koniec lat 90. na świątyni zamontowano dwie kopuły z prawosławnymi krzyżami.
W 2015 zaplanowano kolejny remont cerkwi. W 2017 r. trwały prace nad wykonaniem polichromii wewnątrz świątyni.
Budynek cerkwi od 2021 r. znajduje się w rejestrze zabytków województwa dolnośląskiego (decyzja nr A/6204/1 z 13.12.2021).